# Chałupki (stacja kolejowa)
Chałupki – stacja kolejowa w miejscowości Chałupki na granicy polsko-czeskiej, w gminie Krzyżanowice, w powiecie raciborskim, w województwie śląskim.

## Ruch pasażerski
| Rok  | Wymiana pasażerska na dobę |
| ---- | -------------------------- |
| 2017 | 200-299                    |
| 2022 | 700-999                    |

Stacja w Chałupkach jest ważnym węzłem kolejowym łączącym dwie linie kolejowe o znaczeniu krajowym: linię kolejową nr 151 oraz linię kolejową 158 z jednym z największych węzłów kolejowych w Czechach – Boguminem. Umożliwia to połączenie kolejowe znacznej części Polski z Czechami a pośrednio również ze Słowacją, Węgrami i Austrią.

## Galeria

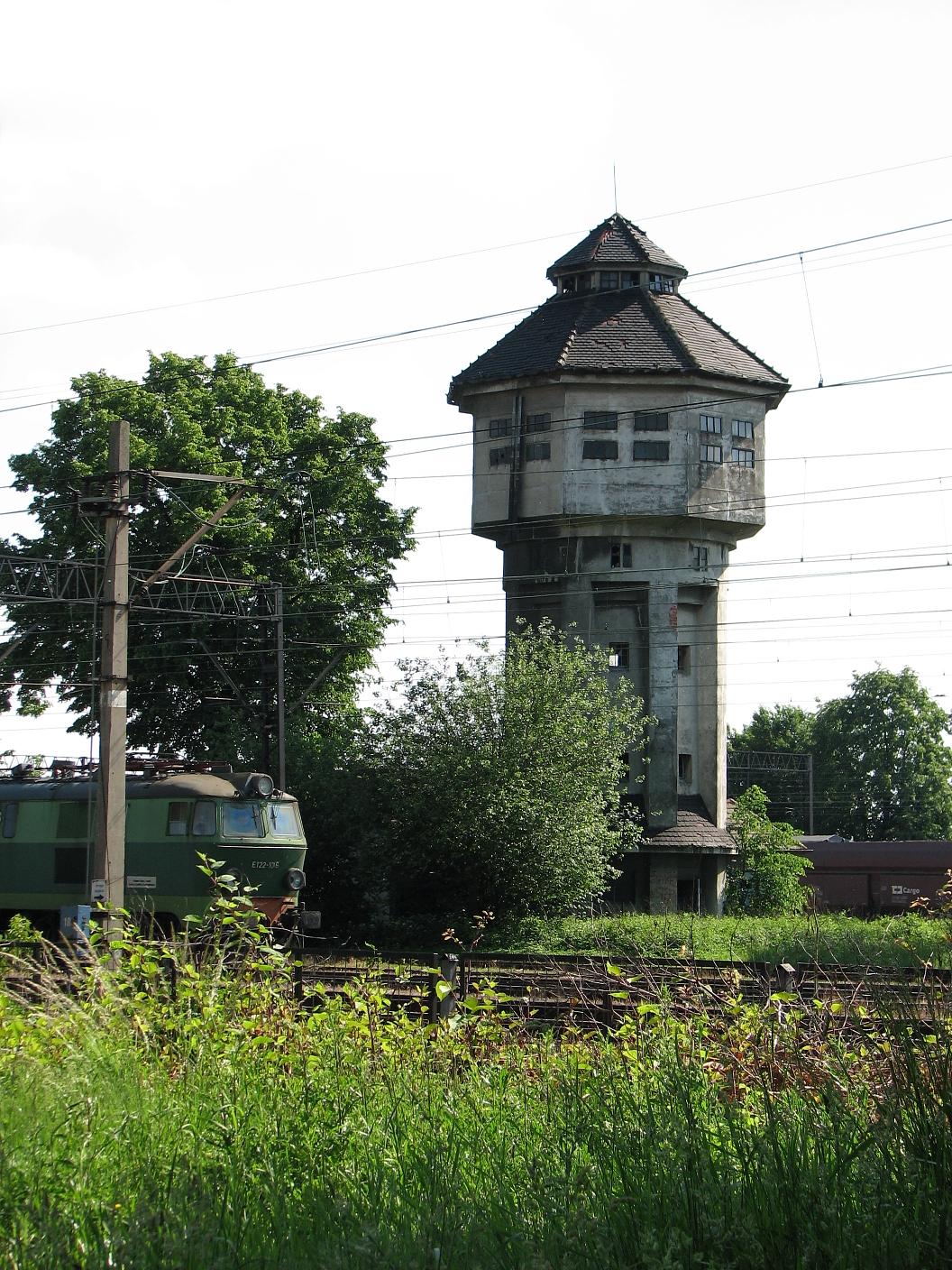
wieża ciśnień
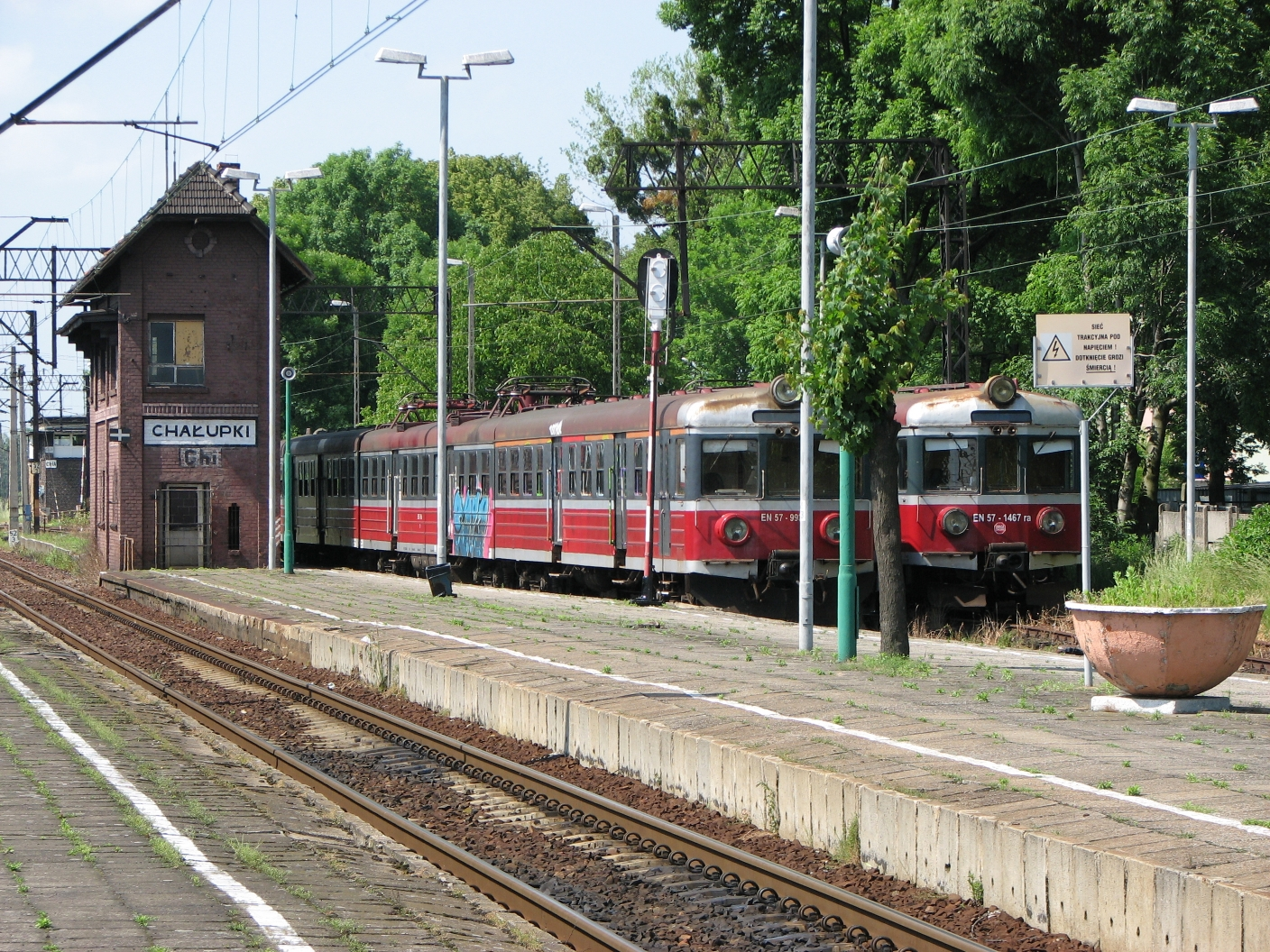
Peron 1
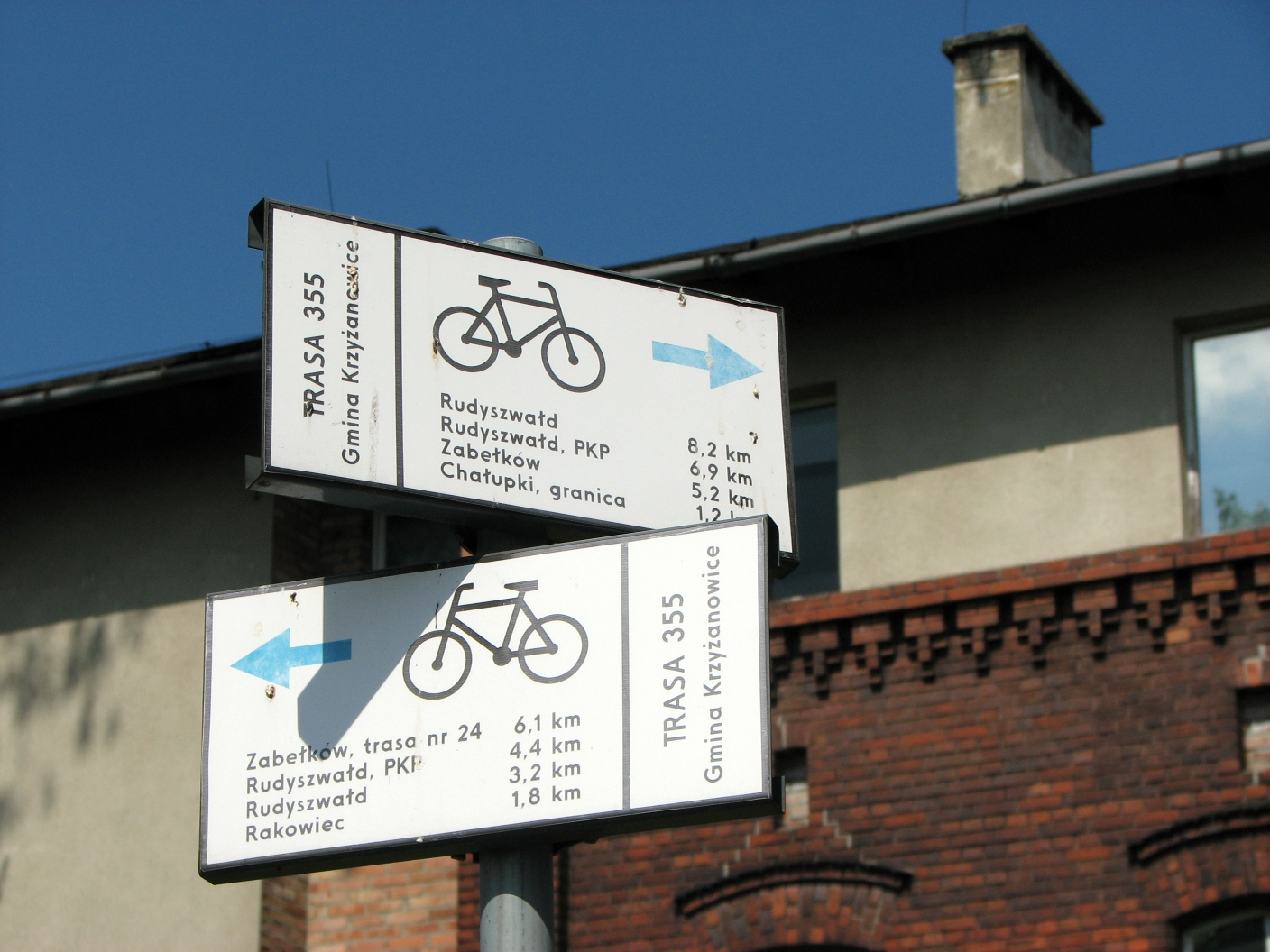
Szlak rowerowy przy stacji
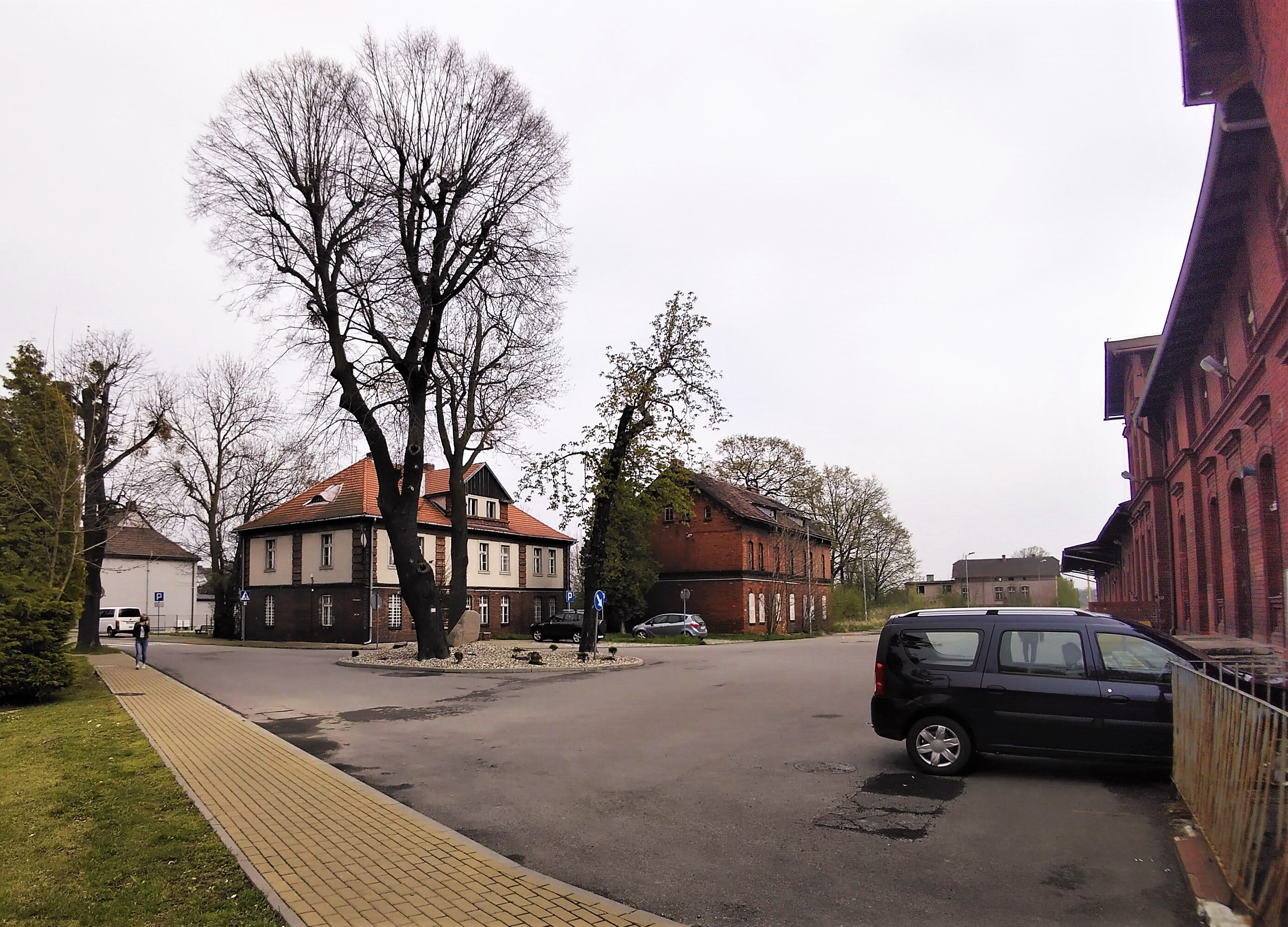
Plac dworcowy